# Thousand Oaks
Thousand Oaks (lokaal bekend als T.O.) is een Amerikaanse stad in Ventura County (Californië), genoemd naar de vele eikenbomen die er staan. De stad maakt deel uit van een regionaal gebied genaamd Conejo Valley waar Newbury Park en een deel van de Westlake Village ook deel van uitmaken. De stad ligt direct aan de Ventura Freeway en de Californische snelweg nummer 23. De stad telt 1 universiteit, namelijk de Californische Lutheraanse Universiteit.

## Geschiedenis
Het gebied waarin nu Thousand Oaks ligt werd ooit bewoond door de indianenstam de Chumash. De 2000 jaar oude grotschilderingen kunnen nog steeds worden bezichtigd bij het Chumash Interpretive Center in het Lang Ranch-gedeelte van de stad.
Het gebied werd rond 1542 ontdekt door de Spaanse ontdekkingsreiziger Juan Rodriguez Cabrillo, die Point Mugu, zoals het toen heette, claimde als gebied van Spanje.
In de late 19e eeuw werd het een gebied tussen de steden Los Angeles en Santa Barbara. De Stagecoach Inn (een soort van herberg) werd er in 1876 gebouwd en is nu een oud Californisch landmark en een populair museum.
In het gebied rond Thousand Oaks werd een van de eerste themaparken van de Verenigde Staten gebouwd, Jungleland USA. Wildedierenshows vermaakten duizenden mensen in de jaren 40 en de jaren 50 van de 20e eeuw. Veel tv-programma's en films werden in dit park geproduceerd (enige voorbeelden Birth of a Nation, Tarzan en The Adventures of Robin Hood).
De stad Thousand Oaks is uiteindelijk op 29 september 1964 ontstaan.

## Geografie en demografie

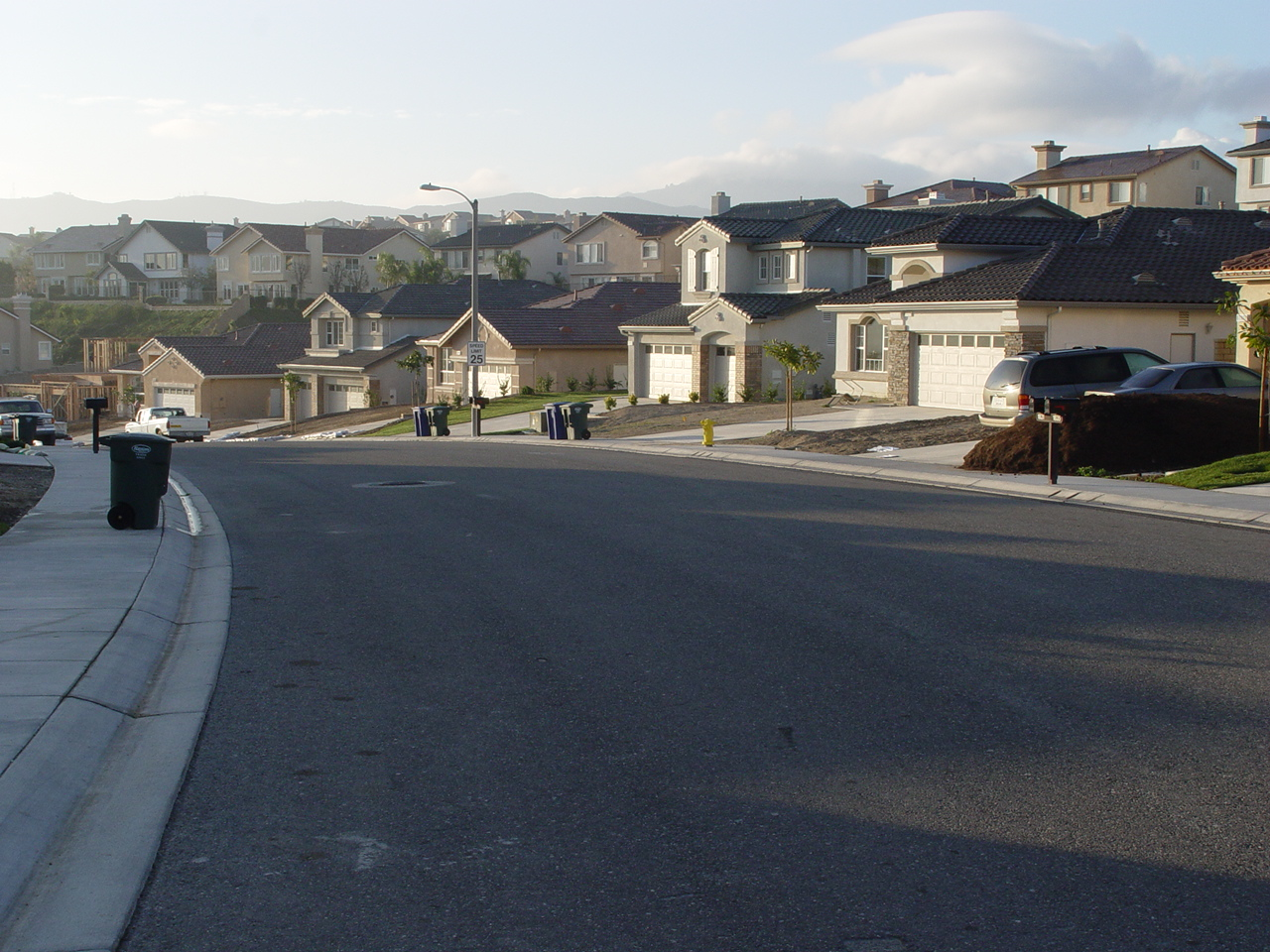

De stad Thousand Oaks telt 129.339 inwoners (anno 2015), en de geografische coördinaten zijn: 34,19° Noord, 118,87° West. De stad strekt zich uit over een oppervlakte van 142,5 km².
Volgens het Amerikaanse Bureau voor de statistiek beslaat de stad een gebied van 142,5 km² (55,0 mi²). Hiervan is 142,1 km² (54,9 mi²) land en 0,4 km² (0,2 mi²) water. Het percentage water is in totaal 0.29%.
Volgens het censusbureau zijn er in de stad anno 2000 41.793 huishoudens, en wonen er 31.177 families. Het gemiddeld aantal personen per vierkante kilometer is 823,5 (2,132.8/mi²). Er zijn in totaal 42.958 huizen met een gemiddelde van 302,3/km² (783.0/mi²).
Het gemiddelde inkomen in de stad ligt op $76.815, en voor families op $86.041. Mannen hebben er een inkomen van $62.814 tegenover $40.634 voor vrouwen.
Verder zijn de grond- en huizenprijzen in de periode 1990-2000 meer dan 100% gestegen.
De stad Thousand Oaks staat regelmatig op de eerste of de tweede plaats van veiligste steden in de Verenigde Staten met meer dan 100.000 inwoners, waarbij zij het opneemt tegen het nabijgelegen Simi Valley.

## Politiek
Thousand Oaks is een van de weinige steden met meer dan 100.000 inwoners die zijn burgemeester niet rechtstreeks verkiest in een verkiezing. Steden in de Verenigde Staten kunnen zelf verkiezen of zij een gekozen burgemeester willen of niet.

## Klimaat
In januari is de gemiddelde temperatuur 12,9 °C, in juli is dat 18,9 °C. Jaarlijks valt er gemiddeld 365,3 mm neerslag (gegevens op basis van de meetperiode 1961-1990).

## Geboren in Thousand Oaks
- Haylie Johnson (1980), actrice en filmregisseuse
- Amanda Bynes (1986), actrice
- Heather Morris (1987), actrice en danser
- Marcos Giron (1993), tennisspeler
- Claire Liu (2000), tennisspeelster
- Larsen Thompson (2000), actrice, model en danseres

## Woonachtig in Thousand Oaks
- Frankie Avalon (Philadelphia, 1940), acteur en zanger

## Plaatsen in de nabije omgeving
De onderstaande figuur toont nabijgelegen plaatsen in een straal van 16 km rond Thousand Oaks.